# Блочна матриця
Блочна матриця — матриця, що уявно поділена на однакові прямокутні частини (блоки), які самі розглядаються як матриці.

## Приклад
Матриця {\displaystyle P={\begin{pmatrix}1&1&2&2\\1&1&2&2\\3&3&4&4\\3&3&4&4\end{pmatrix}}} складається з наступних блоків (матриць): {\displaystyle P_{11}={\begin{pmatrix}1&1\\1&1\end{pmatrix}},P_{12}={\begin{pmatrix}2&2\\2&2\end{pmatrix}},P_{21}={\begin{pmatrix}3&3\\3&3\end{pmatrix}},P_{22}={\begin{pmatrix}4&4\\4&4\end{pmatrix}}.}
І може бути записана як блочна матриця
{\displaystyle P={\begin{pmatrix}P_{11}&P_{12}\\P_{21}&P_{22}\end{pmatrix}}.}

## Множення блочних матриць
Множення блочних матриць може бути обчислене тільки за допомогою операцій над блоками. Якщо
{\displaystyle A={\begin{pmatrix}A_{11}&A_{12}&\cdots &A_{1s}\\A_{21}&A_{22}&\cdots &A_{2s}\\\vdots &\vdots &\ddots &\vdots \\A_{q1}&A_{q2}&\cdots &A_{qs}\end{pmatrix}}} — матриця розміру m×p, поділена на q×s блоків,
{\displaystyle B={\begin{pmatrix}B_{11}&B_{12}&\cdots &B_{1r}\\B_{21}&B_{22}&\cdots &B_{2r}\\\vdots &\vdots &\ddots &\vdots \\B_{s1}&B_{s2}&\cdots &B_{sr}\end{pmatrix}}} — матриця розміру p×n, поділена на s×r блоків,
тоді добуток
{\displaystyle C=AB}
буде матрицею розміру m×n, поділеною на q×r блоків. Блоки обчислюватимуться за формулою:
{\displaystyle C_{ij}=\sum _{k=1}^{s}A_{ik}B_{kj}.}
Або, використовуючи нотацію Ейнштейна, цю формулу можна записати так:
{\displaystyle C_{ij}=A_{ik}B_{kj}.}

## Обернена до блочної матриця
Нехай A, B, C, D є матрицями розмірів p×p, p×q, q×p і q×q відповідно і P — наступна блочна матриця:
{\displaystyle P={\begin{pmatrix}A&B\\C&D\end{pmatrix}}}
Якщо A і доповнення Шура D - CA-1B для блоку A матриці P є оборотними матрицями, то
{\displaystyle P^{-1}={\begin{pmatrix}A^{-1}+A^{-1}B\left(D-CA^{-1}B\right)^{-1}CA^{-1}&-A^{-1}B\left(D-CA^{-1}B\right)^{-1}\\-\left(D-CA^{-1}B\right)^{-1}CA^{-1}&\left(D-CA^{-1}B\right)^{-1}\end{pmatrix}}.}
Якщо D і доповнення Шура A - BD-1C для блоку D матриці P є оборотними матрицями, то
{\displaystyle P^{-1}={\begin{pmatrix}\left(A-BD^{-1}C\right)^{-1}&-\left(A-BD^{-1}C\right)^{-1}BD^{-1}\\-D^{-1}C\left(A-BD^{-1}C\right)^{-1}&D^{-1}+D^{-1}C\left(A-BD^{-1}C\right)^{-1}BD^{-1}\end{pmatrix}}.}
Якщо наведені вище умови виконуються разом, то
{\displaystyle P^{-1}={\begin{pmatrix}\left(A-BD^{-1}C\right)^{-1}&0\\0&\left(D-CA^{-1}B\right)^{-1}\end{pmatrix}}{\begin{pmatrix}I_{p}&-BD^{-1}\\-CA^{-1}&I_{q}\end{pmatrix}}.}

## Визначник блочної матриці
Для блочної матриці, яка складається з чотирьох матриць A, B, C, D розмірів p×p, p×q, q×p і q×q відповідно, при умові, що одна з матриць B або C нульова, можна вивести формулу визначника, яка схожа на формулу визначника матриці 2×2:
{\displaystyle \det {\begin{pmatrix}A&0\\C&D\end{pmatrix}}=\det(A)\det(D)=\det {\begin{pmatrix}A&B\\0&D\end{pmatrix}}.}
Якщо A — оборотна матриця, то
{\displaystyle \det {\begin{pmatrix}A&B\\C&D\end{pmatrix}}=\det(A)\det \left(D-CA^{-1}B\right).}
Якщо D — оборотна матриця, то
{\displaystyle \det {\begin{pmatrix}A&B\\C&D\end{pmatrix}}=\det(D)\det \left(A-BD^{-1}C\right).}
Тепер нехай всі блоки будуть квадратними матрицями однакового розміру і
{\displaystyle P={\begin{pmatrix}A&B\\C&D\end{pmatrix}}.}
Якщо A і B комутують, то {\displaystyle \det P=\det(DA-CB).}
Якщо A і C комутують, то {\displaystyle \det P=\det(AD-CB).}
Якщо B і D комутують, то {\displaystyle \det P=\det(DA-BC).}
Якщо C і D комутують, то {\displaystyle \det P=\det(AD-BC).}

## Блочні діагональні матриці
Блочна діагональна матриця — це блочна матриця що є квадратною матрицею, блоки якої також є квадратними матрицями і блоки поза основною діагоналлю є нульовими матрицями. Тобто має форму
{\displaystyle A={\begin{pmatrix}A_{1}&0&\cdots &0\\0&A_{2}&\cdots &0\\\vdots &\vdots &\ddots &\vdots \\0&0&\cdots &A_{n}\end{pmatrix}},}
де Ak — квадратні матриці; іншими словами, пряма сума матриць A1, …, An. Записується A1 {\displaystyle \oplus } A2 {\displaystyle \oplus \,\ldots \,\oplus } An чи  diag(A1, A2,{\displaystyle \ldots }, An).
Визначник та слід такої матриці мають наступні властивості:
{\displaystyle \det A=\prod _{k=1}^{n}\det A_{k}},
{\displaystyle \operatorname {tr} A=\sum _{k=1}^{n}\operatorname {tr} A_{k}}.
Блочна діагональна матриця оборотна тоді і тільки тоді, коли кожен з її блоків на діагоналі є оборотною матрицею, і тоді
{\displaystyle {\begin{pmatrix}A_{1}&0&\cdots &0\\0&A_{2}&\cdots &0\\\vdots &\vdots &\ddots &\vdots \\0&0&\cdots &A_{n}\end{pmatrix}}^{-1}={\begin{pmatrix}A_{1}^{-1}&0&\cdots &0\\0&A_{2}^{-1}&\cdots &0\\\vdots &\vdots &\ddots &\vdots \\0&0&\cdots &A_{n}^{-1}\end{pmatrix}}.}
Для довільного натурального m буде:
{\displaystyle {\begin{pmatrix}A_{1}&0&\cdots &0\\0&A_{2}&\cdots &0\\\vdots &\vdots &\ddots &\vdots \\0&0&\cdots &A_{n}\end{pmatrix}}^{m}={\begin{pmatrix}A_{1}^{m}&0&\cdots &0\\0&A_{2}^{m}&\cdots &0\\\vdots &\vdots &\ddots &\vdots \\0&0&\cdots &A_{n}^{m}\end{pmatrix}}.}
Множина власних векторів блочної матриці збігається з об'єднанням множин власних векторів матриць на її діагоналі. Те саме стосується і власних значень.

## Блочна тридіагональна матриця
Блочна тридіагональна матриця - це квадратна матриця, яка має квадратні матриці (блоки) на головній діагоналі та діагоналях під та над нею, а всі інші блоки - нульові матриці.
Це по-суті тридіагональна матриця, але на місці скалярів в неї підматриці. Така матриця має наступний вигляд:
{\displaystyle A={\begin{pmatrix}B_{1}&C_{1}&&&\cdots &&0\\A_{2}&B_{2}&C_{2}&&&&\\&\ddots &\ddots &\ddots &&&\vdots \\&&A_{k}&B_{k}&C_{k}&&\\\vdots &&&\ddots &\ddots &\ddots &\\&&&&A_{n-1}&B_{n-1}&C_{n-1}\\0&&\cdots &&&A_{n}&B_{n}\end{pmatrix}}}
де Ak, Bk та Ck - квадратні підматриці нижньої, головної та вищої діагоналі відповідно.
Блочні тридіагональні матриці зустрічаються при розв'язанні інженерних задач (наприклад в обчислювальній гідродинаміці). Існують оптимізовані чисельні методи для LU-розкладу, і відповідно ефективні алгоритми розв'язку систем рівнянь з матрицею коефіцієнтів, яка є блочною тридіагональною матрицею. Алгоритм Томаса, який використовується для ефективного розв'язку систем рівнянь з тридіагональною матрицею також може застосовуватись при використанні матричних операцій до блочних тридіагональних матриць.

## Пряма сума
Для довільних матриць A (розміру m×n) та B (розміру p×q), прямою сумою (позначається A {\displaystyle \oplus } B) буде матриця 
{\displaystyle A\oplus B={\begin{pmatrix}a_{11}&\cdots &a_{1n}&0&\cdots &0\\\vdots &\cdots &\vdots &\vdots &\cdots &\vdots \\a_{m1}&\cdots &a_{mn}&0&\cdots &0\\0&\cdots &0&b_{11}&\cdots &b_{1q}\\\vdots &\cdots &\vdots &\vdots &\cdots &\vdots \\0&\cdots &0&b_{p1}&\cdots &b_{pq}\end{pmatrix}}.}
Наприклад:
{\displaystyle {\begin{pmatrix}1&3&2\\2&3&1\end{pmatrix}}\oplus {\begin{pmatrix}1&6\\0&1\end{pmatrix}}={\begin{pmatrix}1&3&2&0&0\\2&3&1&0&0\\0&0&0&1&6\\0&0&0&0&1\end{pmatrix}}.}
Ця операція узагальнюється на масиви довільної розмірності (не потрібно щоб A та B мали однакову розмірність).